# Mame Birame Mangane
Mame Birame Mangane (ur. 19 listopada 1969 w Dakarze) – senegalski piłkarz grający na pozycji pomocnika. W swojej karierze rozegrał 7 meczów i strzelił 2 gole w reprezentacji Senegalu.

## Kariera klubowa
Swoją karierę piłkarską Mangane rozpoczął w 1989 roku w klubie ASC HLM Dakar. W latach 1991–1993 grał w ASC Diaraf, z którym w sezonie 1992/1993 wywalczył wicemistrzostwo Senegalu oraz zdobył Puchar Senegalu. W 1993 roku wyjechał do Portugalii i grał tam w klubach: pierwszoligowej Estreli Amadora (1993-1996), trzecioligowym AD Camacha (1996) i drugoligowym CD Beja (1997).

## Kariera reprezentacyjna
W reprezentacji Senegalu Mangane zadebiutował 30 stycznia 1993 w wygranym 6:1 meczu eliminacji do MŚ 1994 z Mozambikiem, rozegranym w Dakarze. W 1994 roku został powołany do kadry na Puchar Narodów Afryki 1994. Na tym turnieju rozegrał jeden mecz, grupowy z Ghaną (0:1). Od 1993 do 1994 roku rozegrał w kadrze narodowej 7 meczów i strzelił 2 gole.